# Септіміанова брама
Порта Септіміана (лат. Porta Septimiana, італ. Porta Settimiana) — міська брама у Римі, на місці однойменної античної брами в мурі Авреліана.

## Опис
Порта Септіміана знаходиться між Порта Сан-Панкратіо та Порта Корнелія.
Від брами Порта Септіміана у стародавньому Римі вела на північ Віа Корнелія (сьогодні Via Lungara). Частини споруди були споруджені ще за  Септімія Севера і пізніше вбудовані в стіну. 
Сучасні ворота зведені в 1498 році при папі Олександрі VI і отримали остаточний вигляд у 1798 році.